# Thelephora griseozonata
Thelephora griseozonata är en svampart som beskrevs av Cooke 1891. Thelephora griseozonata ingår i släktet vårtöron och familjen Thelephoraceae.   Inga underarter finns listade i Catalogue of Life.